# Joel Schumacher

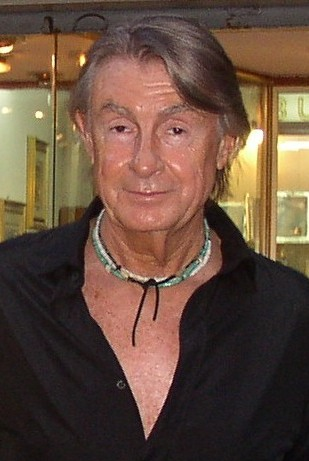
Joel Schumacher (2003)

Joel Schumacher (* 29. August 1939 in New York City; † 22. Juni 2020 ebenda) war ein US-amerikanischer Regisseur, Drehbuchautor und Produzent.

## Leben
Schumacher wurde 1939 in New York geboren und studierte an der Parson School of Design. Sein Vater starb, als Joel vier Jahre alt war, weshalb er bei seiner alleinerziehenden Mutter aufwuchs. Als Kind verbrachte er mit seinem Fahrrad viel Zeit auf den Straßen des New Yorker Stadtteils Queens. Gegenüber der Wohnung seiner Mutter befand sich das Kino Sunnyside Movies, in dem sich Schumacher als Heranwachsender zahlreiche Filme anschaute und das sein Interesse für die Filmkunst weckte.
Zunächst in der Modeindustrie arbeitend, begann er seine mediale Arbeit ab Ende 1971 als Kostümbildner in Hollywood. Zu Beginn seiner Karriere arbeitete er mehrfach mit Woody Allen zusammen. Schumacher schrieb später Drehbücher für Filme wie Car Wash – Der ausgeflippte Waschsalon (1976) und The Wiz – Das zauberhafte Land (1978).
Nach ersten Regiearbeiten bei Fernsehproduktionen gab Schumacher 1981 sein Kinofilmdebüt mit der Science-Fiction-Komödie Die unglaubliche Geschichte der Mrs. K. mit Lily Tomlin in der Hauptrolle. Es folgten schnell weitere Erfolge, darunter die Brat-Pack-Filme St. Elmo’s Fire – Die Leidenschaft brennt tief (1985) und The Lost Boys (1987), die mit ihren Genre-Elementen viel Zuspruch beim Publikum fanden. 1993 folgte das gesellschaftskritische Actiondrama Falling Down – Ein ganz normaler Tag mit Michael Douglas und Robert Duvall. Schumacher verfilmte auch zwei Romane von John Grisham, Der Klient (1994) und Die Jury (1996). Viele von Schumachers Filmen waren Starkino mit Stilbewusstsein, die mit oftmals grellen und bunten Kulissen dem Videoclip-Zeitalter der 1980er- und 1990er-Jahre entsprachen. Obgleich er Hollywood-Filme drehte, besaßen seine Werke oft das Mainstreamkino unterlaufende subversive Elemente oder flamboyanten Witz.
Mit wachsendem Ansehen bekam er sein erstes großes Budget, als er von Tim Burton die Rechte an Batman übernahm. Batman Forever (1995) wurde ein Sommerhit. Der Nachfolger Batman & Robin (1997) erreichte zwar bei Kosten von 125 Millionen Dollar ein weltweites Einspielergebnis von 238 Millionen Dollar, fiel jedoch bei vielen Kritikern und Fans durch. Bei der Goldenen Himbeere 1998 war der Film in insgesamt elf Kategorien nominiert, darunter Schumacher in der Kategorie Schlechteste Regie. Der angekündigte fünfte Film der Batman-Serie wurde abgesagt, und Schumacher kehrte zu weniger ehrgeizigen Projekten zurück. 8mm – Acht Millimeter (1999), Tigerland (2000) und Nicht auflegen! (2002) waren erfolgreich an den Kinokassen.
Ab dem Tod von Schauspieler Brandon Lee, mit dem Schumacher befreundet war und der im März 1993 während der Dreharbeiten des Spielfilms The Crow – Die Krähe aus Versehen durch die Kugel einer abgefeuerten Pistole getötet wurde, hatte Schumacher große Angst vor Waffen, weshalb er bei eigenen Dreharbeiten äußerst genau auf die Wartung der verwendeten Pistolen durch einen anwesenden Waffenexperten achtete, dass sich keine scharfe Munition in den eingesetzten Revolvern, Gewehren und Pistolen befindet.
2004 schuf er mit opulenter Ausstattung die Filmversion von Andrew Lloyd Webbers Musical Das Phantom der Oper. Sein letzter Film Trespass wurde von der Kritik verrissen und floppte auch an den Kinokassen. 2013 drehte Schumacher zwei Episoden der Politserie House of Cards, diese stellen seine letzten Regiearbeiten dar.
Joel Schumacher war einer der ersten offen homosexuell lebenden Filmschaffenden. Obgleich er sich selbst nicht als „schwulen Filmemacher“ verstand („I just don’t believe it matters. This is how I feel. I’ve lived my life very openly. … So I’m not hiding anything.“ – „Ich glaube einfach nicht, dass das wichtig ist. So fühle ich. Ich habe mein Leben sehr offen gelebt. … Also verstecke ich nichts.“) wurde ihm dennoch verschiedentlich ein Einfluss seiner sexuellen Identität auf sein Werk nachgesagt. Schumacher starb im Juni 2020 in New York City im Alter von 80 Jahren an den Folgen einer Krebserkrankung.

## Filmografie (Auswahl)
Kostümdesign
- 1972: Play It As It Lays
- 1973: Blume in Love
- 1973: Sheila
- 1973: Der Schläfer (Sleeper)
- 1975: Das Nervenbündel (The Prisoner of Second Avenue)
- 1978: Innenleben (Interiors)

Drehbuch
- 1974: Virginia Hill (Fernsehfilm)
- 1976: Sparkle
- 1976: Car Wash – Der ausgeflippte Waschsalon (Car Wash)
- 1978: The Wiz – Das zauberhafte Land (The Wiz)
- 1979: Amateur Night at the Dixie Bar and Grill (Fernsehfilm)
- 1983: Now We're Cookin' (Fernsehfilm)
- 1983: Die Chaotenclique (D.C. Cab)
- 1985: St. Elmo’s Fire – Die Leidenschaft brennt tief (St. Elmo’s Fire)
- 1999: Makellos (Flawless)
- 2004: Das Phantom der Oper (The Phantom of the Opera)

Regie
- 1974: Virginia Hill (Fernsehfilm)
- 1979: Amateur Night at the Dixie Bar and Grill (Fernsehfilm)
- 1981: Die unglaubliche Geschichte der Mrs. K. (The Incredible Shrinking Woman)
- 1983: Die Chaotenclique (D.C. Cab)
- 1985: St. Elmo’s Fire – Die Leidenschaft brennt tief (St. Elmo’s Fire)
- 1987: The Lost Boys
- 1989: Seitensprünge (Cousins)
- 1990: Flatliners – Heute ist ein schöner Tag zum Sterben (Flatliners)
- 1991: Entscheidung aus Liebe (Dying Young)
- 1992: 2000 Malibu Road (Miniserie, 5 Episoden)
- 1993: Falling Down – Ein ganz normaler Tag (Falling Down)
- 1994: Der Klient (The Client)
- 1995: Batman Forever
- 1996: Die Jury (A Time To Kill)
- 1997: Batman & Robin
- 1999: 8mm – Acht Millimeter (8MM)
- 1999: Makellos (Flawless)
- 2000: Tigerland
- 2002: Bad Company – Die Welt ist in guten Händen (Bad Company)
- 2002: Nicht auflegen! (Phone Booth)
- 2003: Die Journalistin (Veronica Guerin)
- 2004: Das Phantom der Oper (The Phantom of the Opera)
- 2007: Number 23 (The Number 23)
- 2009: Blood Creek
- 2010: Twelve
- 2011: Trespass
- 2013: House of Cards (Fernsehserie, 2 Episoden)

Produktion
- 1999: 8mm – Acht Millimeter (8MM)
- 1999: Makellos (Flawless)

## Auszeichnungen (Auswahl)
- 2004: AARP Movies for Grownups Awards – Movies for Grownups Award, Bester Regisseur (Nicht auflegen!)[12]
- 2010: Camerimage – Special Award to the Director[13]